# Lucie und der Angler von Paris
Lucie und der Angler von Paris ist ein im Auftrag des Deutschen Fernsehfunks hergestellter Spielfilm der DEFA von Kurt Jung-Alsen aus dem Jahr 1963 nach der gleichnamigen Erzählung von Friedrich Wolf aus dem Jahr 1939.

## Handlung
An einem Sommersonntag des Jahres 1939 sitzt Henri gemeinsam mit vielen anderen Leuten am Ufer der Seine in Paris und angelt. Plötzlich kommt eine junge Frau angeschwommen und stört damit die Angler, weshalb er gleich zu schimpfen anfängt, bis er erkennt, dass es sich um Lucie handelt, eine Kunststudentin, mit der er gemeinsam an der Kunsthochschule studierte. Das Vermögen ihres Vaters erlaubt ihr eine weitgehend unabhängige Lebensgestaltung, die außer dem Studium der Malerei auch noch aus Schwimmwettkämpfen und Autorennen besteht. Da Henri anders war, als die Männer, die sie bisher kennengelernt hatte, wurden sie sehr schnell gute Kameraden. Beide haben sich aber seit einigen Monaten nicht mehr gesehen, da Henri dem Studium fernbleibt, denn seit die Radikalsozialisten unter der Regierung Édouard Daladier die Volksfront sprengten, muss er als Kommunist im Untergrund leben.
Lucie ist Henris politische Einstellung bekannt, jedoch ist die für sie nicht von Bedeutung, ja sie ist ihr gleichgültig. Sie macht sich sogar lustig über ihn, da er in der Öffentlichkeit nicht mit seinem richtigen Namen angesprochen werden möchte, um nicht erkannt zu werden. Sie merkt aber auch sofort, dass er nicht wegen des Angelns hier sitzt, sondern dass er eine konspirative Verabredung hat, deren Zeitpunkt aber bereits längst überschritten ist. Für Lucie steht fest, dass er wieder in eine gefährliche Sache verwickelt ist, was sie ängstigt, obwohl Henri ihr in der Vergangenheit nicht mehr als sachliches Interesse entgegengebracht hat. Sie rät ihm, sich wieder ausschließlich der Malerei zu widmen, die ihm nicht gefährlich werden kann. Lucie bietet Henri an, ihn mit in ihr Atelier, in dem sie auch wohnt, zu nehmen, um ihm ihre neuen Bilder zu zeigen und außerdem kann er sicher sein, dort nicht entdeckt zu werden.
Auf dem Weg kauft ihr Henri von seinem wenigen Geld einen Strauß Nelken und bemerkt dazu, dass der ihn an den Ersten Mai erinnere. Doch Lucie besteht darauf, dass er ihr sagt, den Strauß aus Liebe zu ihr gekauft zu haben, was er dann auch widerwillig tut. In ihrer Wohnung bereitet sie eine Kalte Platte zu und beide sprechen darüber, wie sie sich drei Jahre zuvor kennenlernten und im Laufe der Zeit Freunde wurden. Die Kunst ist das Thema, welches sie anschließend ausführlich behandeln, denn es geht um die Bilder, die von Lucie gemalt wurden und die Henris Anerkennung bekommen. Erst als sie erwähnt, dass sie von ihrem Professor als Akt gemalt wurde, kommt es zum Streit, dem Lucie entnehmen kann, dass Henri eifersüchtig ist. Als sie bestätigt, nicht von ihm gemalt worden zu sein, wird er wieder ruhiger und bleibt doch noch in der Wohnung, obwohl er gerade noch gehen wollte. Nun fangen die Gespräche an, sich um die Politik zu drehen, bis sie sich wieder streiten, da sie verschiedene Ansichten haben. Während Lucie in den Nebenraum geht, um sich für die Nacht fertig zu machen, nimmt Henri einen Zeichenblock und bringt darauf Proben seiner Malkunst zu Papier, was für Lucie bei ihrer Rückkehr ein gutes Zeichen dafür ist, dass er noch seine künstlerischen Ausdrucksmöglichkeiten besitzt.
An diesem Abend lernt sie Henri und lernen sie beide jenes große Gefühl verstehen, das sie zueinander führt. Nach der folgenden gemeinsamen Liebesnacht müssen sich jedoch beide wieder trennen, denn Henri hat am Morgen bereits ein weiteres konspiratives Treffen an der Seine. Lucie macht ihm noch belegte Brote und bringt ihn noch ein Stück des Weges. Hier verspricht sie ihm, ihn und seine Genossen in Zukunft bei ihrer illegalen Arbeit zu unterstützen.

## Produktion
Lucie und der Angler von Paris wurde von der Künstlerischen Arbeitsgruppe Berlin als Schwarzweißfilm unter der Mitwirkung der Filmstudios Barrandov gedreht und hatte seine Erstausstrahlung am 10. November 1963 im Deutschen Fernsehfunk.  Das Szenarium stammt von Hans Müncheberg und die Dramaturgie des Films lag in den Händen von Günter Kalkofen. Die Außenaufnahmen wurden in Prag an der Moldau gedreht.

## Synchronisation
| Rolle | Darsteller | Synchronsprecher |
| ----- | ---------- | ---------------- |
| Henri | John Rees  | Eberhard Mellies |

## Kritik
In der Kritik der Neuen Zeit schrieb Mimosa Künzel:

„Autor und Fernsehdramaturg Hans Müncheberg hat die zarte, eigenwillige Liebesgeschichte geschickt zu einem Drehbuch verarbeitet, in dem die ursprünglichen Dialoge überwiegend erhalten geblieben sind.“

In der Berliner Zeitung meinte Werner Schwemin, dass dieser Film nicht nur einfach vom Fernsehen gesendet wurde, sondern er war für den Bildschirm geschaffen. Weiter hieß es:

„Hier versuchte man uns nicht einzureden, daß etwas vor sich geht, sondern hier ging etwas vor sich zwischen zwei Menschen. Das war eine Liebesgeschichte, innig und zart, herb und kraftvoll, in der der tiefe Zusammenhang zwischen dem Glück des einzelnen und dem Kampf für das Glück des Volkes deutlich wurde.“